# YLC-8
YLC-8 — мобильная двухкоординатная радиолокационная станция дежурного режима, предназначена для обнаружения и сопровождения баллистических и аэродинамических целей различных классов на средних и больших высотах .

## История
Данная РЛС — модификация советской РЛС П-12, производилась для ЗРК HQ-1/HQ-2(лицензионная копия С-75). Основное отличие от оригинала — размещение на полуприцепе.

## Тактико Технические Характеристики
- Диапазон частот: метровый[1]
- Зона обзора
  - Азимут: 3600
  - Угол места: 00 — +180
- Разрешающая способность:
  - По дальности: 450 м.
  - По азимуту: 110
- Надёжность:
  - Время наработки на отказ 800 часов
  - Время восстановления: 0,5 часа
- Скорость вращения антенны: 6 об/мин

## Зарубежные аналоги
- Россия — П-12/П-18.